# Bateaux parisiens
Les Bateaux Parisiens est une société offrant des croisières fluviales, située au Port de la Bourdonnais, dans le 7e arrondissement de Paris. 
Elle est exploitée par la société Seino Vision du groupe Sodexo, la compagnie propose des croisières touristiques pour découvrir Paris et se revendique comme leader des promenades sur la Seine.

## Histoire
La société des Bateaux Parisiens est créée à Paris en 1956.
En 1987, la société Sodexo rachète les Bateaux Parisiens et en 2011, la compagnie des Bateaux Parisiens acquiert un nouveau navire le Pierre Bellon. C'est un trimaran pouvant accueillir jusqu'à 600 passagers.
Les Bateaux Parisiens proposent en 2013 des croisières promenade sur son bateau Pierre Bellon. Il permet une libre circulation au pont inférieur et un espace extérieur panoramique sur le pont supérieur.
En 2017, la société Bateaux Parisiens a transporté 3,4 millions de passagers.
Bateaux Parisiens propose en 2019 un escape game sur la Seine pour les enfants sur la thématique d'Halloween.

## Flotte
La flotte est composée de 8 bateaux promenades et 5 bateaux restaurants.
Chaque bateau dédié à la promenade porte le nom d'une célébrité : Jean Marais, Juliette Gréco, Brigitte Bardot, Jeanne Moreau, Isabelle Adjani, Catherine Deneuve, Yves Montand et Pierre Bellon.
Les bateaux dédiés à la croisière restauration portent les noms suivants : Diamant II, Cristal II, Saphir, Onyx et Bretagne.

## Desserte
Les horaires de service des Bateaux Parisiens varient selon la croisière :
- Les croisières commentées sur la Seine partent dès 10 h 15 jusqu'à 22 h 30 avec un bateau toutes les 30 min d'avril à septembre. Pendant la période hivernale (octobre à mars), les premiers départ sont dès 11 h 00 jusqu'à 20 h 30 avec un bateau toutes les heures.
- Les croisières déjeuners partent à 12 h 45 avec un enregistrement dès 12 h 00 pour un retour à quai à 14 h 30.
- Les croisières dîners partent à 20 h 30 avec un enregistrement entre 19 h 00 et 20 h 15. Le retour est prévu pour 23 h 00.

## Croisière
L'embarquement se fait au pied de la Tour Eiffel sur le quai de la Bourdonnais. Lors de la croisière, il est possible de voir les monuments suivants : la Tour Eiffel, les Invalides, l'Assemblée nationale, le Musée d'Orsay, l'Institut de France, la Cathédrale Notre-Dame de Paris, l'Hôtel de ville de Paris, la Conciergerie, le Louvre, la Place de la Concorde, le Grand Palais, l'Arc de triomphe et le Palais de Chaillot.
La croisière restauration permet de voir également la Bibliothèque nationale de France et la statue de la Liberté.